# قمشانه (همدان)
قمشانه (همدان)، روستایی از توابع بخش فامنین شهرستان همدان در استان همدان ایران است.

## جمعیت
این روستا در دهستان پیشخور قرار دارد و براساس سرشماری مرکز آمار ایران در سال ۱۳۹۵، جمعیت آن ۳۶۳ نفر (۹۸ خانوار) بوده‌است.

## نگارخانه

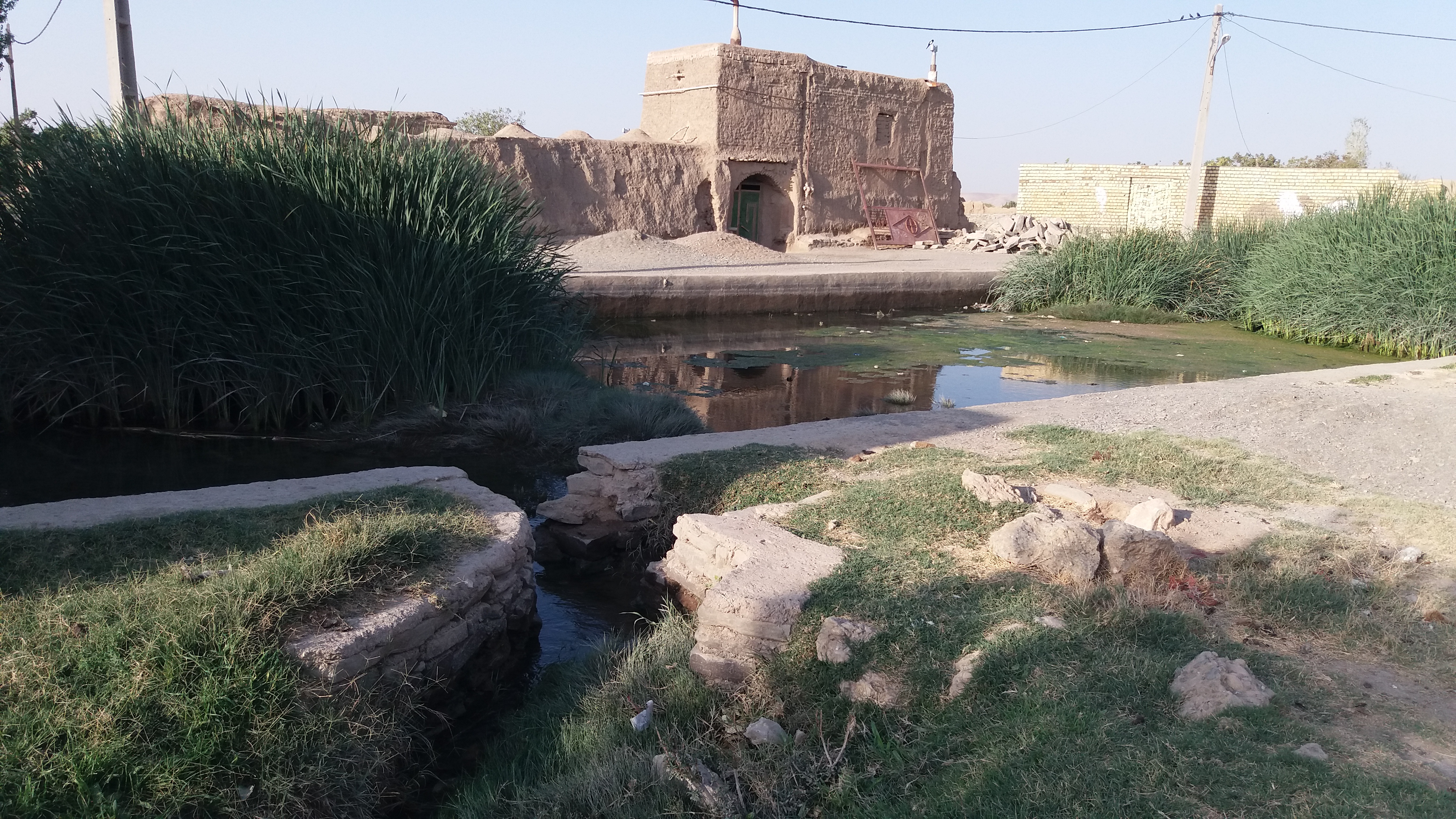
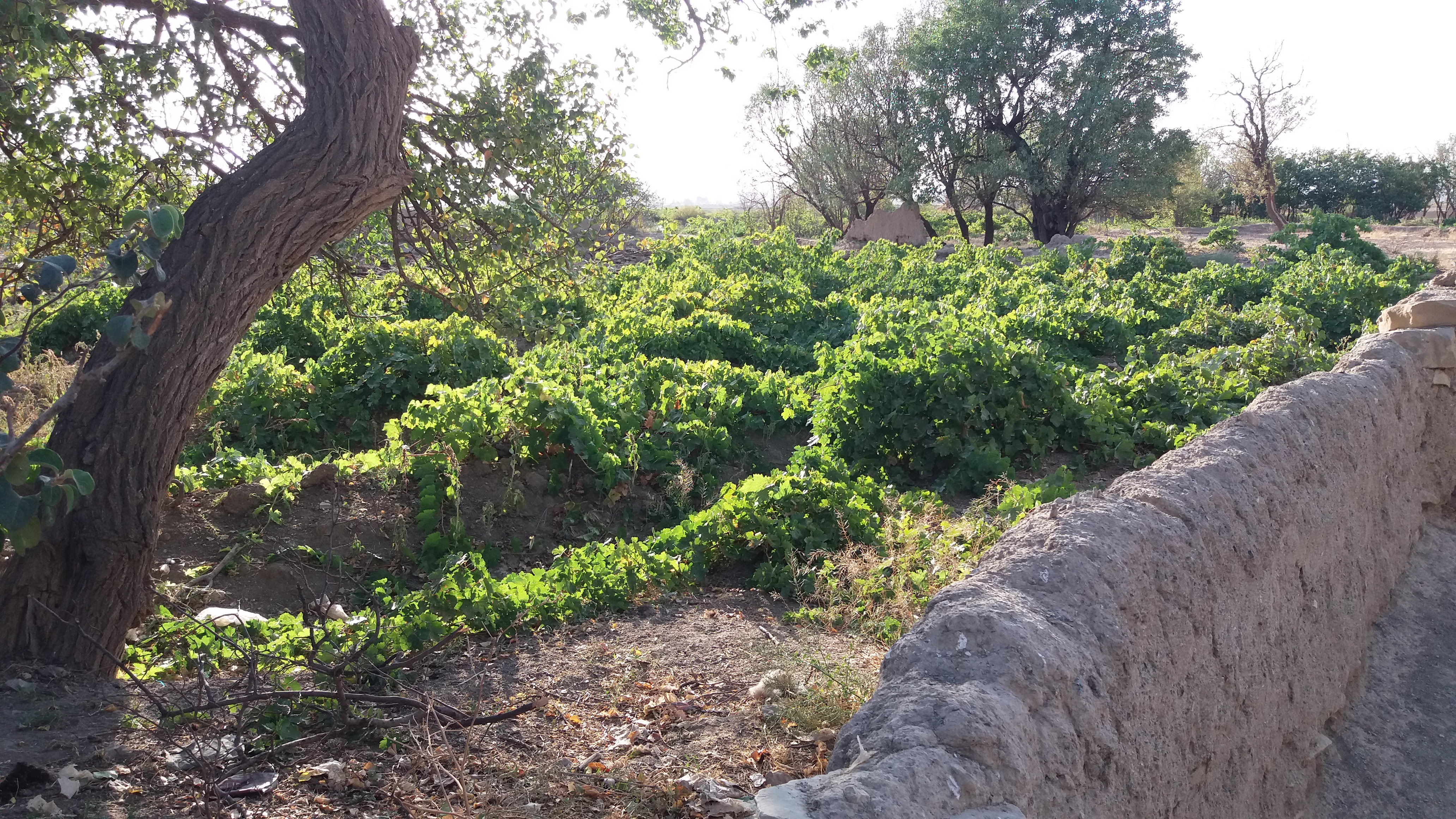
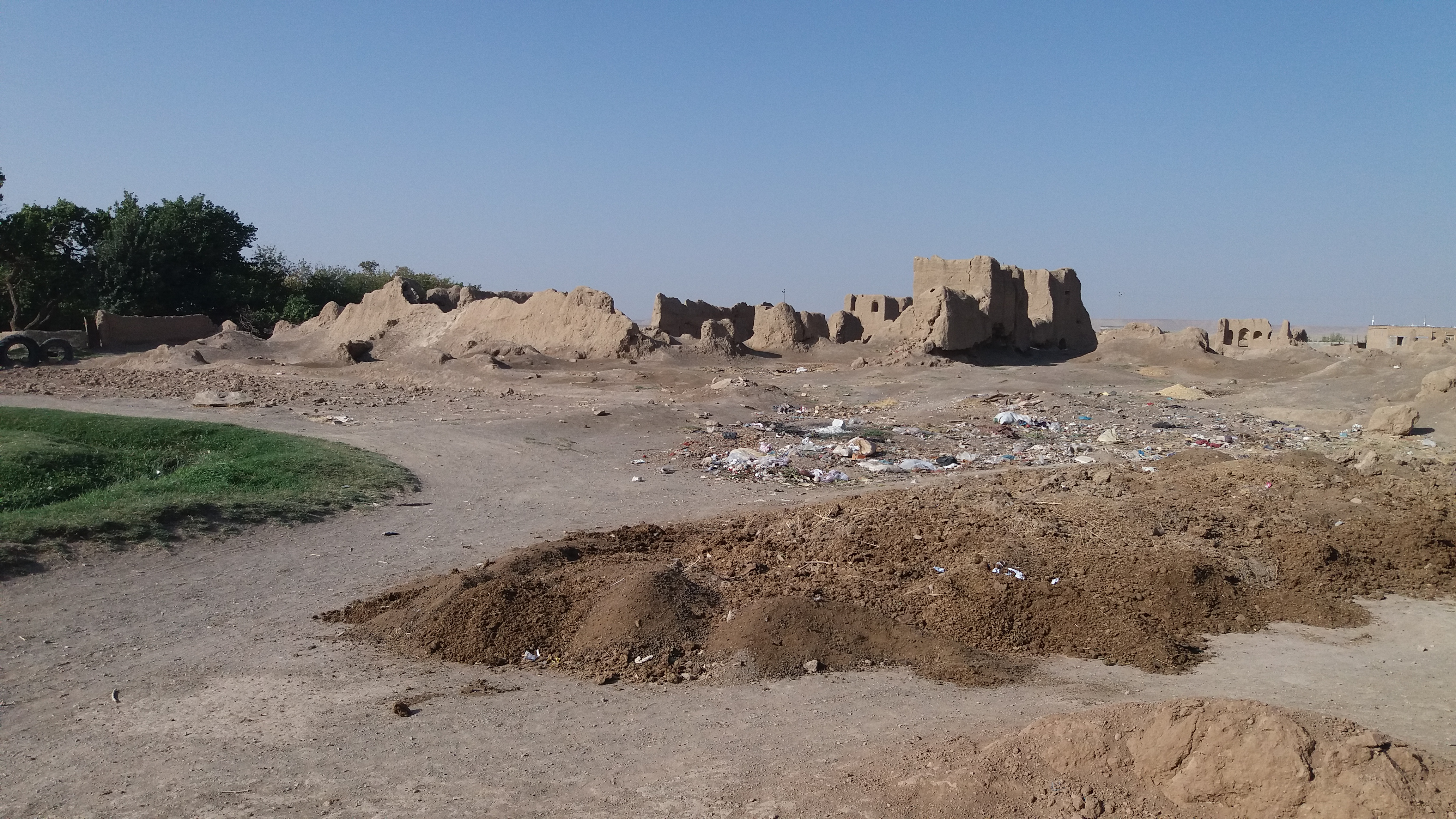

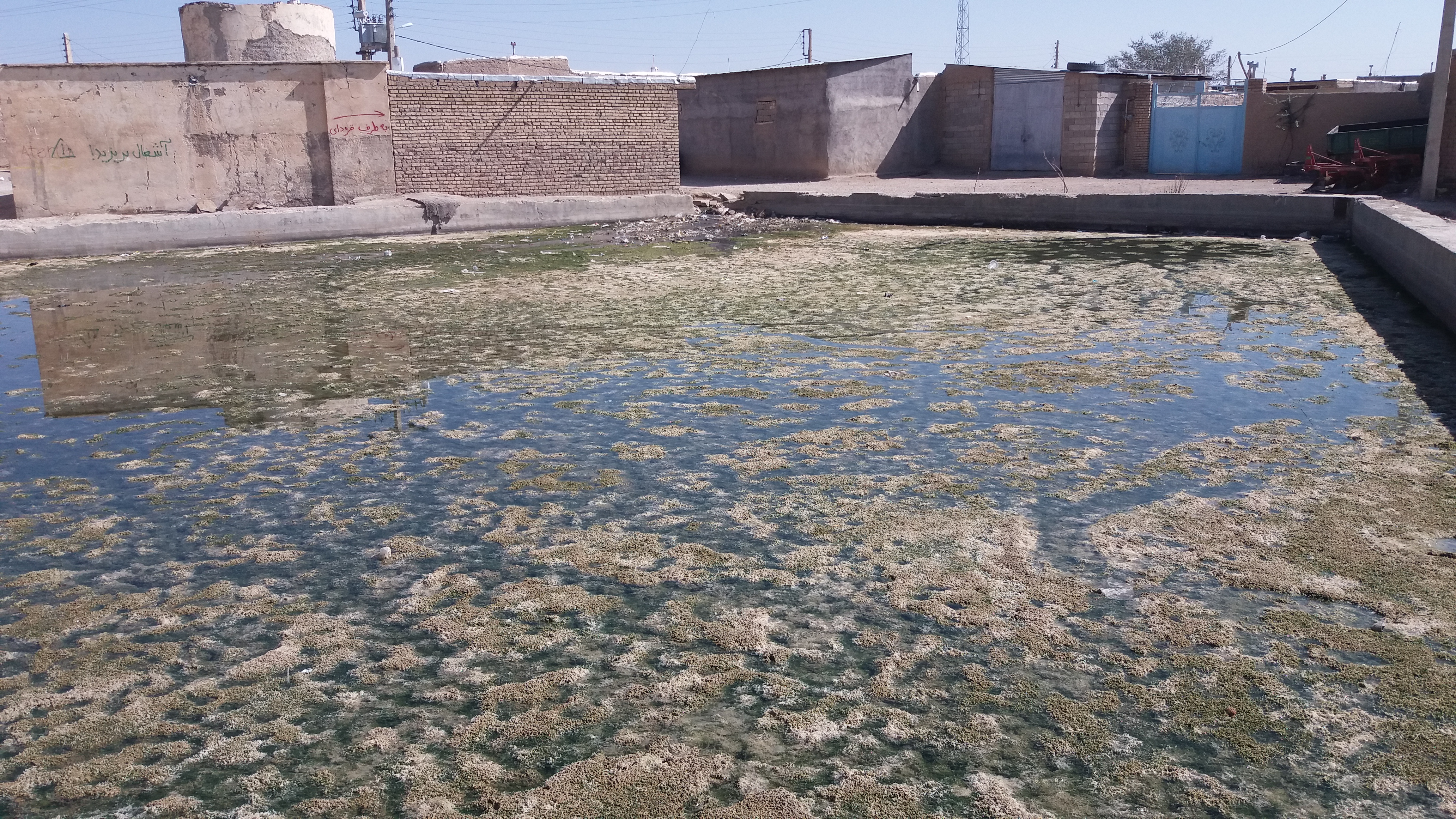
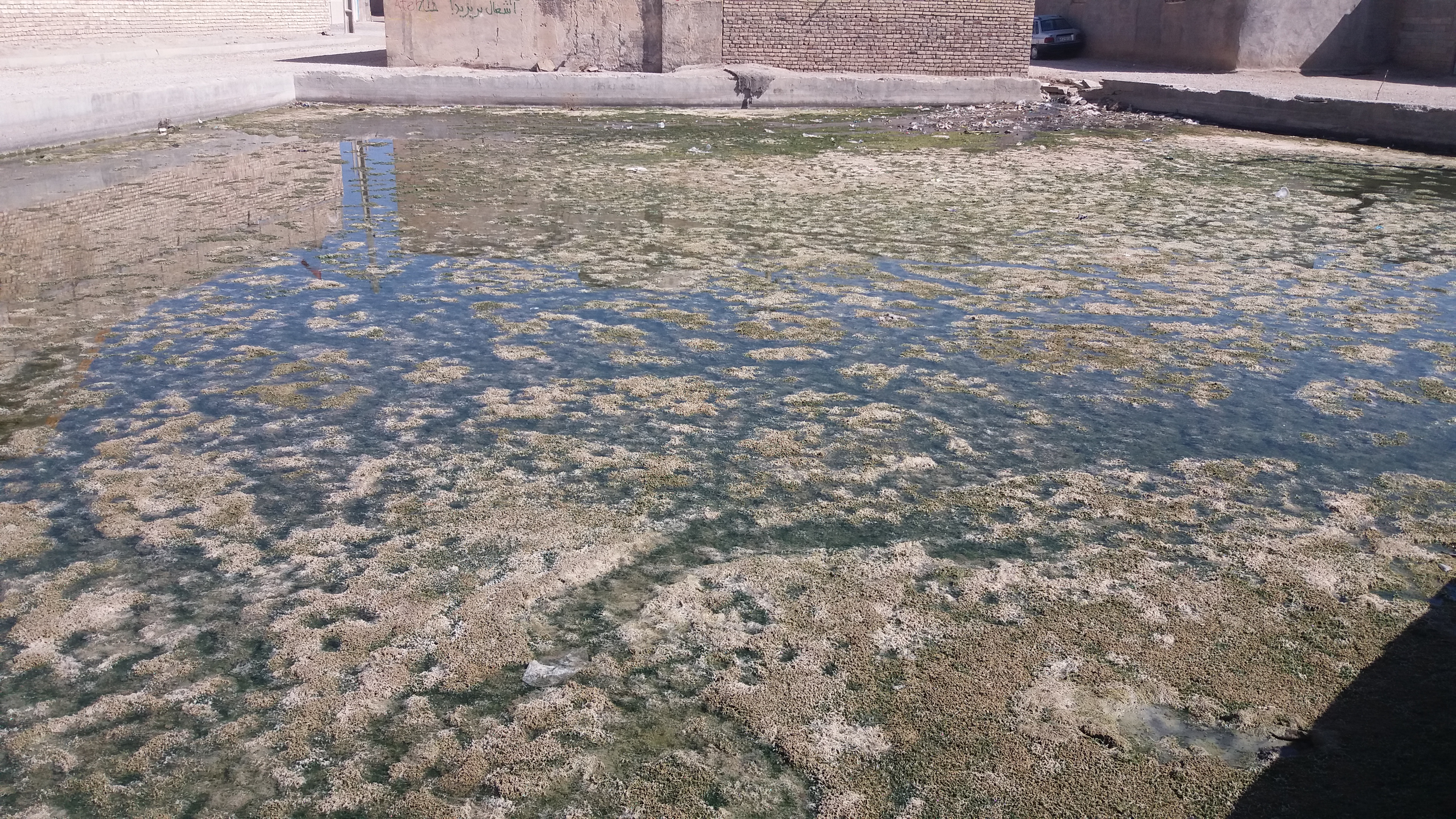
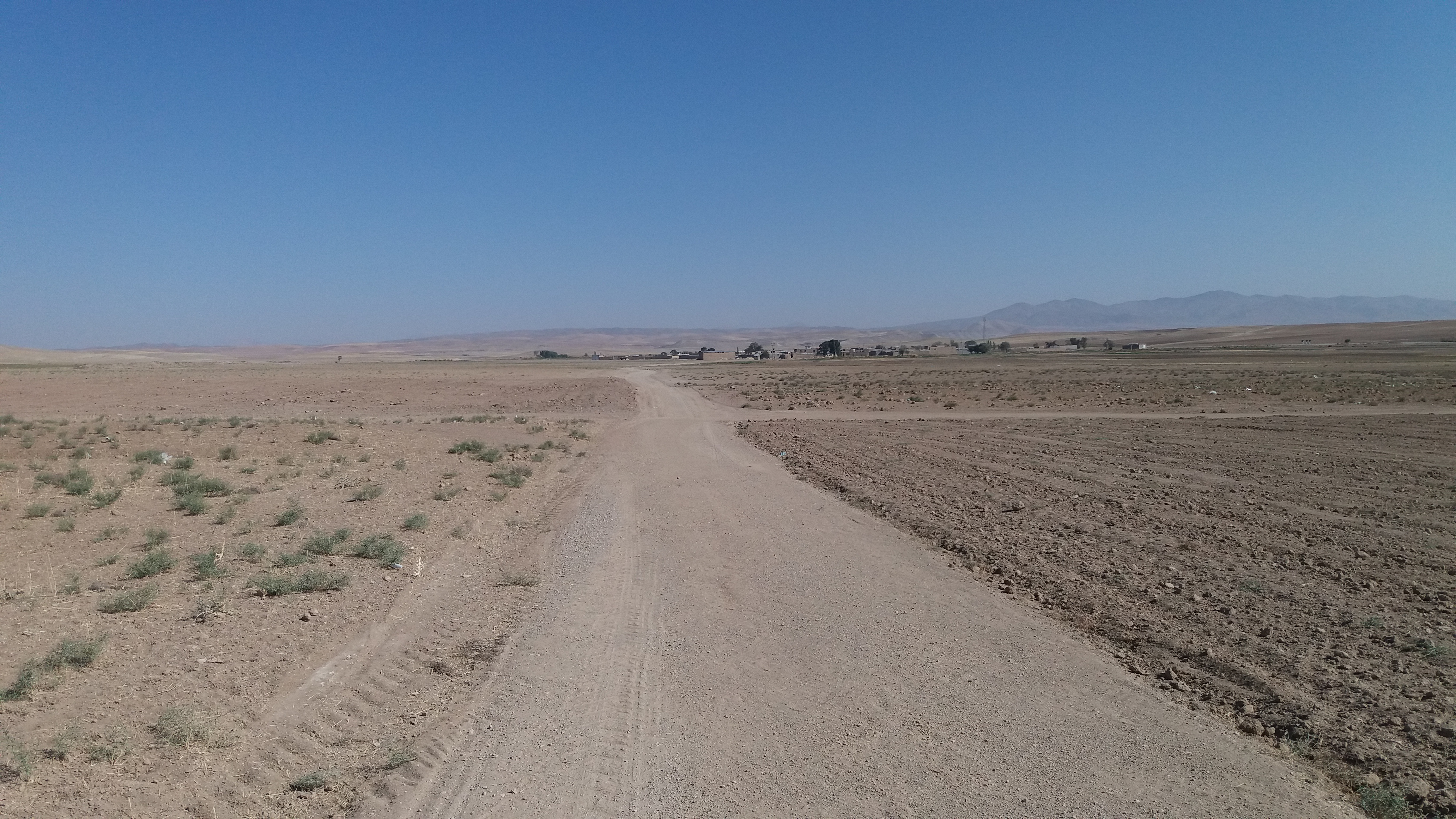

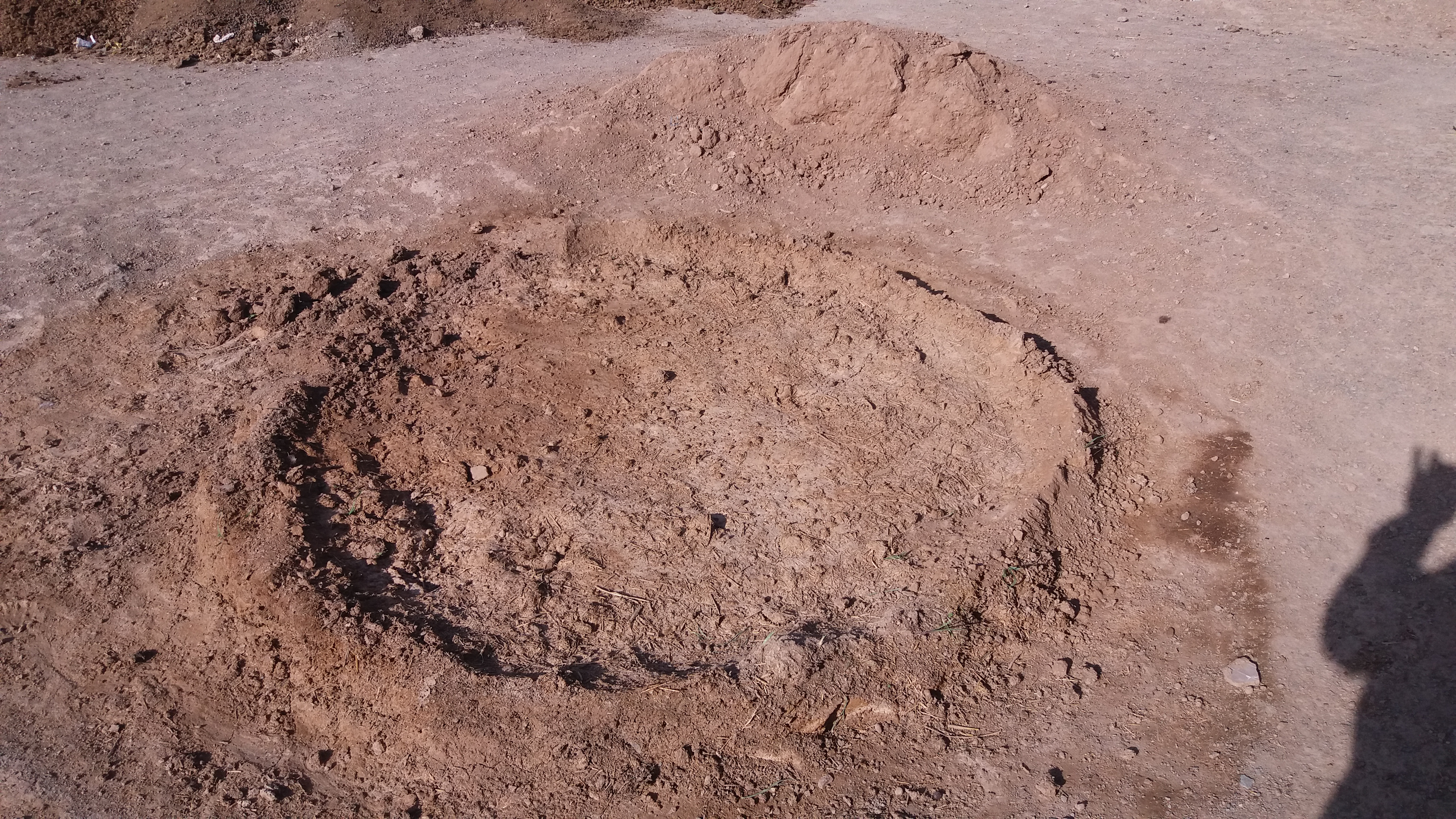
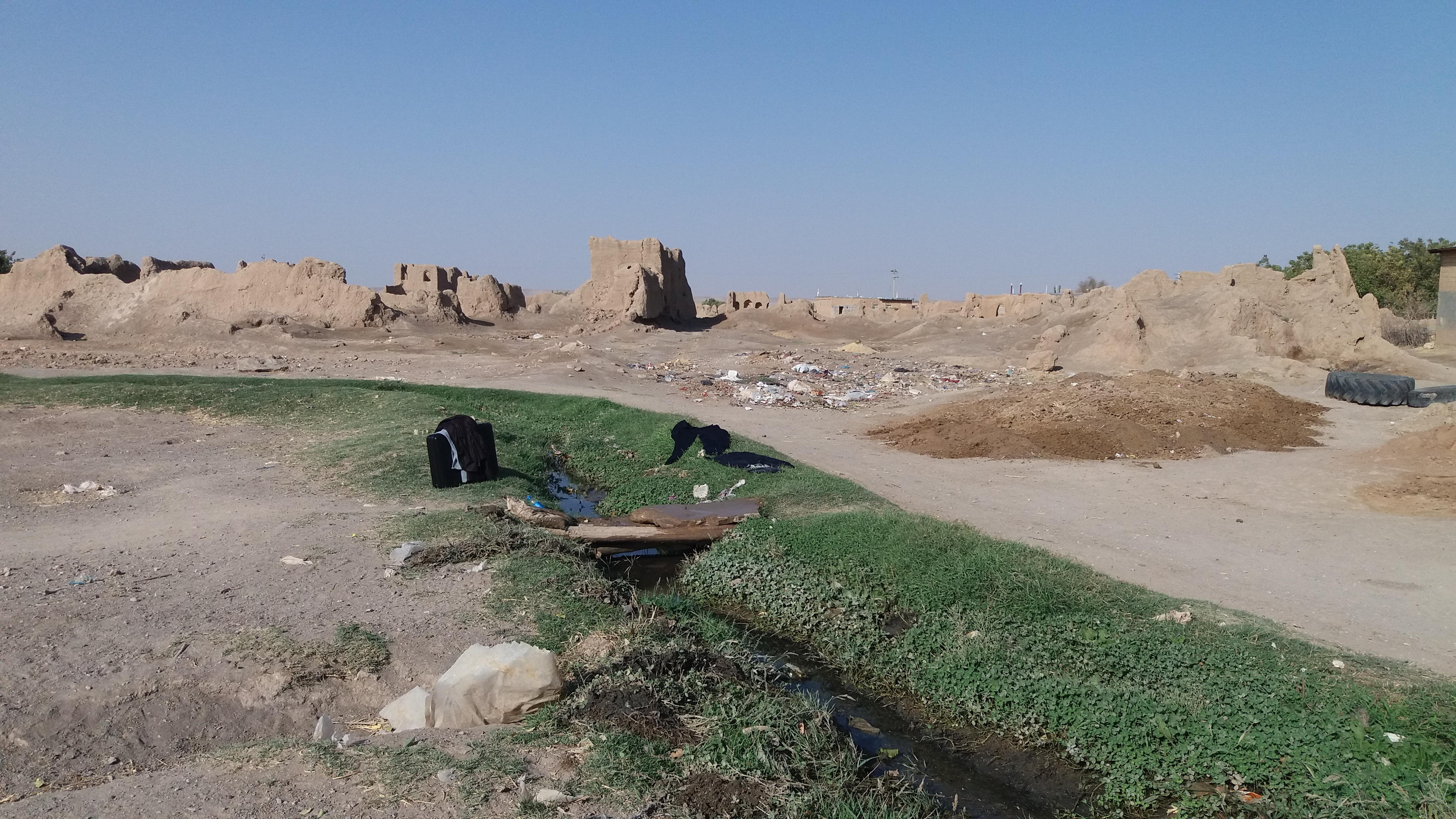
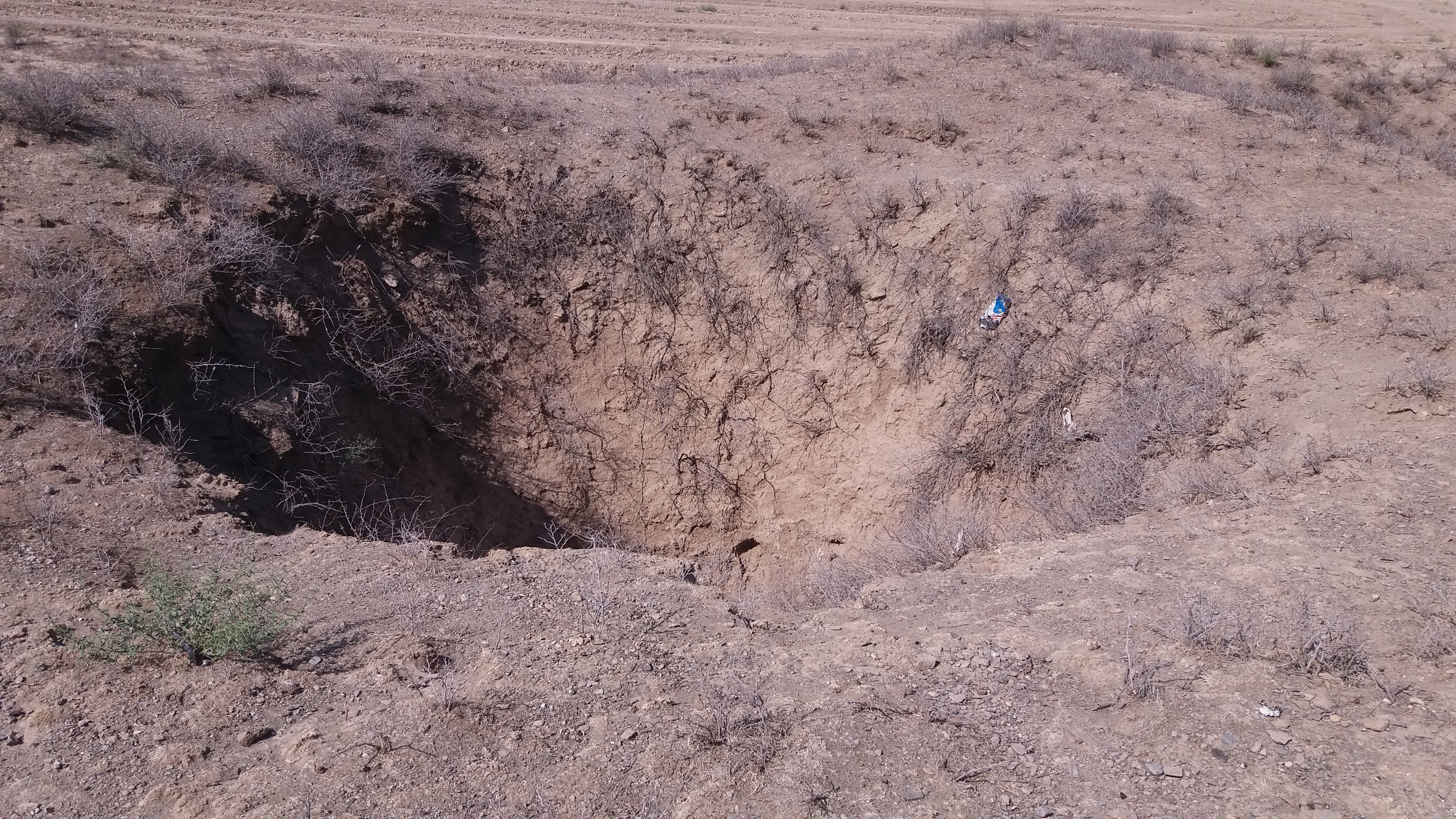